# متلازمة فيرفيري–برادي
متلازمة فيرفيري–برادي (بالإنجليزية: *Ververi–Brady syndrome* أو *VERBAS*) هي اضطراب وراثي نادر يسببه طفرة في جين **QRICH1**، ويرتبط بعدة أعراض تشمل:

## الأعراض
- نمو جسماني محدود وقزامة معتدلة بسبب خلل في الغضاريف (chondrodysplasia).
- تأخر لغوي وتأخر في المهارات الحركية.
- صعوبات في المشي ونوبات ارتعاش (tremors).
- تشوهات طفيفة في ملامح الوجه؛ مثل أنف بارز، شفة علوية رفيعة، فم واسع.
- يعاني بعض المصابين من قِزَمَة دماغية (microcephaly)، ضعف في التوتر العضلي، وتخوّف اجتماعي أو أعراض شبيهة بالتوحد.
- قد تشمل أعراضًا أخرى مثل نوبات صرع، اضطرابات في القدرات المعرفية، وأحيانًا هشاشة عظمية أو تشوّهات قلبية والكلى.

## السبب الوراثي
ينجم عن طفرة مغايرة (heterozygous) نفسها أو ذاتيّة حُدوثية في جين **QRICH1** الموجود على الكروموسوم، ويعتقد أنها تعمل بنمط **سائد**، أي أن الفرد المصاب يحمل نسخة واحدة من الطفرة فقط.

## التشخيص
يتحقق التشخيص عادة عبر تحاليل الجينات (exome sequencing أو panel جيني)، بما يوضح وجود طفرة في QRICH1 هناك، استنادًا إلى الأعراض السريرية المصاحبة.

## الانتشار
تم نشر الدراسات الأولى لوصف المرض عام 2018، ويُقدّر أن الحالات الموثقة لا تتجاوز 38 مريضاً حول العالم (بحسب آخر مراجعة في عام 2023).

## العلاج وإدارة الحالة
لا يوجد علاج شافٍ لهذه المتلازمة حتى الآن؛ ويعتمد التداخل العلاجي على:
- العلاج الطبيعي لتحسين التوتر العضلي والتوازن.
- تأهيل لغوي ونطقي وقائي.
- دعم تعليمي أو تدخل سلوكي للأطفال ذوي صعوبات تخص التعلم أو التفاعل الاجتماعي.

## تاريخ الاكتشاف وآخر التطورات
تمّ اكتشاف المرض لأول مرة عام 2018 عند ثلاثة أطفال مصابين، وكانت إحدى حالات القزامة الدماغية والارتعاشات العصبية بارزة. ثم توالت التقارير حتى عام 2021–2023، جامعاً 38 حالة تضمنت أفراداً من عدة دول، ما ساعد على تأكيد الطابع الوراثي والتنوّع الظاهري. لا تزال الأبحاث جارية حول إمكانية وجود خطر للإصابة بنوبات صرع أو مشكلات عضوية أخرى مرتبطة بالجين.